# Adibou (jeu vidéo)
Adibou est un jeu vidéo ludo-éducatif développé et édité par Coktel Vision, sorti en 1992 sur DOS.

## Système de jeu
Adibou est un jeu ludo-éducatif destiné aux enfants de 4 à 7 ans. Le jeu se compose de plusieurs mini-jeux. Le joueur peut également interagir avec le décor en cliquant dessus pour déclencher des animations amusantes.

## Développement
En 1992, Coktel Vision décline Adi en jeu pour les enfants de 4 à 7 ans : Adibou. Les quatre fondateurs du studio se répartissent les rôles. Roland Oskian, PDG de Coktel Vision, est à l’origine de l’idée et du concept d'Adibou. Il se charge de la coordination du développement du jeu. Manuelle Mauger pilote  le développement du contenu. Arnaud Delrue est chargé du développement technique du jeu. Enfin, Joseph Kluytmans est à l’origine de la qualité visuelle de l’univers[réf. nécessaire].

## Postérité
En avril 2022, Ubisoft et Wiloki sortent un remake d'Adibou sur iOS, Android et PC. Le jeu est destiné aux enfants de 4 à 7 ans et reprend l'ensemble des mécaniques du jeu d'origine.